# 项充
项充，小说《水浒传》中人物。
有一說因為像有三頭六臂一樣，迅速投出飛刀，固出八臂哪吒的外號。人物裝束是左手持圓形团牌，右手持長槍，背部插著二十四把飛刀。擅長飛刀技術，原来和“混世魔王”樊瑞和“飞天大圣”李衮在芒砀山占山为王，他和李衮是樊瑞的義弟。梁山人马攻打芒砀山时，被公孙胜用法术活捉，从此三人归降梁山，和李逵、鲍旭一起率领步兵。項充背後有二十四把红绫飞刀作暗器之用。受招安后，在征方腊中，攻睦州时被绳索绊倒，待要挣扎，却被众军赶上，剁成肉泥。

## 影视形象
- 2011年版《水浒传》：应昊茗
- 2012年电影《混世魔王樊瑞》：邓保兴